# Berga/Elster
Berga/Elster är en stad i Landkreis Greiz i förbundslandet Sachsen i Tyskland.